# Anua lilaceo-fasciata
Anua lilaceo-fasciata är en fjärilsart som beskrevs av Arnold Pagenstecher 1907. Anua lilaceo-fasciata ingår i släktet Anua och familjen nattflyn. Inga underarter finns listade i Catalogue of Life.